# Miúcha & Antonio Carlos Jobim
Miúcha & Antonio Carlos Jobim — студійний альбом бразильської співачки Міуші (сценічний псевдонім Елоїзи Марії Буаркі ді Олланда) та Антоніу Карлуса Жобіна, випущений 1977 року лейблом RCA Victor.
Альбом планувався Міушею та Антоніу Карлусом Жобіном, як антологія класиків Арі Баррозу, Кустодіу Мескіта та інших у виконанні Міуші за участю Тома в декількох піснях. В процесі створення до альбому увійшли також пісні Жобіма, Вінісіуса ді Морайса та  дві пісні брата Міуші, співака і композитора Шику Буаркі, «Maninha» та «Olhos nos olhos». Для запуску альбому, Алоїзіу ді Олівейра переконав Жобіма влаштувати рекламне шоу «Том, Вінісіус, Токінью та Міуша» на сцені концертного залу «Канесан» в Ріо-де-Жанейро за участю Міуші, Вінісіуса і Токінью. Шоу відбулося, замість запланованих чотирьох тижнів протрималось вісім місяців. Після успіху в столиці показ шоу місяць тривав у Сан-Паулу, потім гастролі продовжились у Мар-дель-Плата, Аргентина, Парижі, Лондоні, Флоренції, Мілані, Болоньї, Римі та Лугано.

## Список композицій
| Трек | Назва                              | Автори                                   | Тривалість |
| ---- | ---------------------------------- | ---------------------------------------- | ---------- |
| A1   | «Vai levando»                      | Каетану Велозу, Шику Буаркі              | 3:19       |
| A2   | «Tiro cruzado»                     | Марсіу Боржес, Нельсон Анжелу            | 2:06       |
| A3   | «Comigo é assim»                   | Жозе Менезес, Луїс Біттенкурт            | 3:11       |
| A4   | «Na batucada da vida»              | Арі Баррозу, Луїс Пейшоту                | 2:48       |
| A5   | «Sei lá (A vida tem sempre razão)» | Токінью, Вінісіус ді Морайс              | 2:28       |
| A6   | «Olhos nos olhos»                  | Шику Буаркі                              | 4:19       |
| B1   | «Pela luz dos olhos teus»          | Вінісіус ді Морайс                       | 2:44       |
| B2   | «Samba do avião»                   | Антоніу Карлус Жобін                     | 2:53       |
| B3   | «Saia do caminho»                  | Евальду Руй, Кустодіу Мескіта            | 4:07       |
| B4   | «Maninha»                          | Шику Буаркі                              | 2:40       |
| B5   | «Choro de nada»                    | Едуарду Соуту Нету, Жеральду Карнейру    | 2:43       |
| B6   | «É preciso dizer adeus»            | Антоніу Карлус Жобін, Вінісіус ді Морайс | 2:09       |

## Виконавці
- Антоніу Карлус Жобін, Міуша, Шику Буаркі — вокал
- Антоніу Карлус Жобін — фортепіано
- Рубінью, Робертінью Сілва, Вілсон Невес — барабани
- Аріовальду Контесіні — перкусія
- Низький: Новеллі, Луїс Алвес, Едсон Лобу — контрабаси
- Петер Дауельсберг — віолончель
- Дорі Кайммі — скрипка
- Антоніу Карлус Жобін, Данилу Кайммі, Франклін, Паулу Жобін — флейти
- Антоніу Карлус Жобін — аранжувальник і диригент
- Алоїзіу ді Олівейра — продюсер